# Једрене
Једрене, још и Едирне, Одрин или Адријанопољ или Хадријанопољ (тур. Edirne; буг.  []; грч.  [] — Адријаноиполи; антгрч.  — Адријаноиполис; лат. Hadrianopolis — Хадријанополис), град је у Турској у вилајету Једрене.
Једрене је град у плодној Тракијској равници, на месту где се река Тунџа улива у реку Марицу.
Једрене се налазе 220 km западно од Истанбула, близу тромеђе Турске, Бугарске (20 km) и Грчке (7 km). Према процени из 2022. у граду је живело 180.002 становника.
Један од најзначајнијих споменика у Једрену је џамија Селимија из 1575. Архитекта ове 70,9 m високе џамије је Мимар Синан. У граду делује Универзитет Тракије.
Једрене је иначе основао римски император Хадријан по коме и носи име.

## Историја
Град је основао и раскошно украсио римски император Хадријан, као Хадријанопољ, на месту трачког насеља Ускадама. Ту је цар Константин поразио Лицинија 323. Дана 9. августа 378. близу Хадријанопоља одиграла се битка римске војске предвођене императором Валенсом са Визиготима. Римљани су поражени, а цар Валенс је убијен. Бугарски кан Крум је освојио Хадријанопољ 813. Он је предводио бугарска племена која су овде дошла из предела северно од Дунава. Бугарски цар Калојан је потукао крсташе до ногу у бици код Хадријанопоља 1205.
Хадријанопољ су 1362. освојиле Османлије које је предводио султан Мурат I. Турско име Едирне је настало еволуцијом од оригиналног имена. То је била палата престоница Османлијске државе од 1365. до 1453. У доба турских ратова против Пољске, Русије и Аустрије (XVI-XVIII век) овде се окупљала турска војска. Руска армија је заузимала град 1829. и 1878. У Једрену је закључен Мир из Хадријанопоља 1829.
Под турском влашћу Једрене је било главни град истоименог вилајета. Почетком 20. века град је био центар трговине тканинама, свилом, теписима и пољопривредним производима. Године 1905. имао је око 80.000 становника, од тога 30.000 муслимана (Турци, Албанци, Роми), 22.000 Грка, 10.000 Бугара, 4.000 Јермена, 12.000 Јевреја и 2000 осталих.
У Првом балканском рату 1913. град је након опсаде Једрена заузела бугарска војска, појачана другом српском армијом са топовима и хаубицама које Бугари нису имали. Лондонским уговором из исте године град је додељен Бугарској. Као резултат Другог балканског рата Једрене је враћено Турској.

## Становништво
Према процени, у граду је 2009. живело 140.374 становника.
| 1990.   | 2000.   |
| ------- | ------- |
| 102.345 | 119.298 |

## Партнерски градови
- Јамбол
- Хасково
- Призрен
- Александруполис
- Карс